# Y Scuti
Y Scuti är en pulserande variabel  av Delta Cephei-typ (DCEP) i stjärnbilden Skölden.
Stjärnan varierar mellan visuell magnitud +9,2 och 10,02 med en period av 10,341504 dygn.